# Varz Chasma
Il Varz Chasma è una struttura geologica della superficie di Venere.